# Liste der Kulturdenkmale in Heede (Holstein)
In der Liste der Kulturdenkmale in Heede sind alle Kulturdenkmale der schleswig-holsteinischen Gemeinde Heede (Kreis Pinneberg) und ihrer Ortsteile aufgelistet (Stand: 10. März 2025).

## Legende
In den Spalten befinden sich folgende Informationen:
- Objekt-ID: die Nummer des Kulturdenkmales
- Lage: die Adresse des Kulturdenkmales und die geographischen Koordinaten. Kartenansicht, um Koordinaten zu setzen. In der Kartenansicht sind Kulturdenkmale ohne Koordinaten mit einem roten Marker dargestellt und können in der Karte gesetzt werden. Kulturdenkmale ohne Bild sind mit einem blauen Marker gekennzeichnet, Kulturdenkmale mit Bild mit einem grünen Marker.
- Offizielle Bezeichnung: Bezeichnung des Kulturdenkmales
- Beschreibung: die Beschreibung des Kulturdenkmales
- Bild: ein Bild des Kulturdenkmales

## Ehemalige Kulturdenkmale
Bis zum Inkrafttreten der Neufassung des schleswig-holsteinischen Denkmalschutzgesetzes am 30. Januar 2015 waren in der Gemeinde Heede nachfolgend aufgeführte Objekte als Kulturdenkmale gemäß §1 des alten Denkmalschutzgesetzes (DSchG SH 1996) geschützt:
| Objekt-ID | Lage                                                | Offizielle Bezeichnung                    | Beschreibung | Bild                             |
| --------- | --------------------------------------------------- | ----------------------------------------- | ------------ | -------------------------------- |
|           | Bülten 1 (53° 47′ 16″ N, 9° 49′ 52″ O)              | Ehemalige Kate                            |              | BW                               |
|           | Hemdinger Chaussee 1 (53° 46′ 48″ N, 9° 47′ 45″ O)  | Wohn- und Wirtschaftsgebäude              |              | weitere Fotos \| Fotos hochladen |
|           | Hemdinger Chaussee 17 (53° 46′ 35″ N, 9° 48′ 18″ O) | Ehemalige Kate                            |              | BW                               |
|           | Hoffnunger Chaussee 2 (53° 46′ 59″ N, 9° 47′ 31″ O) | Ehemalige Schmiede                        |              | weitere Fotos \| Fotos hochladen |
|           | Im Grund 1 (53° 46′ 53″ N, 9° 48′ 54″ O)            | Wohn- und Wirtschaftsgebäude              |              | weitere Fotos \| Fotos hochladen |
|           | Ziegeleiweg 16 (53° 46′ 12″ N, 9° 46′ 12″ O)        | Schleswag-Betriebsgebäude mit Wohnhaus u. |              | weitere Fotos \| Fotos hochladen |